# Secondo quartiere popolare della Società Umanitaria
Il Secondo quartiere popolare della Società Umanitaria o, nella sua iniziale denominazione, II quartiere popolare è un complesso di edilizia residenziale pubblica di Milano costruito fra l'ottobre del 1908 e il novembre del 1909 dalla Società Umanitaria su progetto dell'architetto Giovanni Broglio.

## Storia
Il quartiere venne realizzato tre anni dopo la costruzione del Primo quartiere popolare della Società Umanitaria "gemello" di via Solari come continuazione del progetto volto alla consegna di edifici abitativi popolari di nuova concezione in favore degli operai milanesi. La costruzione del quartiere fu portata a termine in poco più di un anno e le abitazioni vennero consegnate il 21 novembre 1909 ai primi milleduecento inquilini.
Il quartiere occupa un unico isolato su un terreno dell'area allora denominata "Le Rottole", oggi viale Lombardia, alla periferia nord est della città; si sviluppava all'epoca della costruzione in dodici fabbricati residenziali per un totale di 214 appartamenti di diverse combinazioni (16 alloggi da un locale, 19 da un locale e servizio, 8 da un locale e mezzo, 10 alloggi da due locali, 45 da 2 locali e servizio, 4 da 2 locali e mezzo, 74 alloggi da due locali e mezzo con servizio, 38 alloggi da tre locali e servizio.
Similmente a quanto già accaduto per gli alloggi della via Solaro (oggi via Solari), anche il quartiere popolare di viale Lombardia risponde alla nuova necessità di costruire case popolari per gli strati più umili della popolazione seguendo però le più moderne misure igieniche, le nuove convinzioni in tema di salubrità degli ambienti domestici e il disegno di fornire questa nuove case popolari di servizi pubblici assolutamente innovativi e non prima immaginabili in case costruite per gli operai: scriveva il bollettino dell'Umanitaria nel 1909: «Le Case Popolari dell'Umanitaria non costituiscono soltanto il modesto contributo alla soluzione del più aspro problema economico della città, il problema della abitazione. In esse vive un piccolo mondo operaio, il quale nell'ambiente più sano e più bello e nelle istituzioni che in esso sono racchiuse trova insieme al benessere fisico, il benessere morale, lo svago, il divertimento, il sollievo dello spirito, l'educazione dell'animo, l'istruzione dell'intelletto. Le Case estendono e completano l'opera multiforme della Società Umanitaria, opera che per vie diverse e in vari modi tende sempre al fine ultimo di assistere, elevare ed educare le classi meno favorite dalla fortuna”.

## Galleria d'immagini

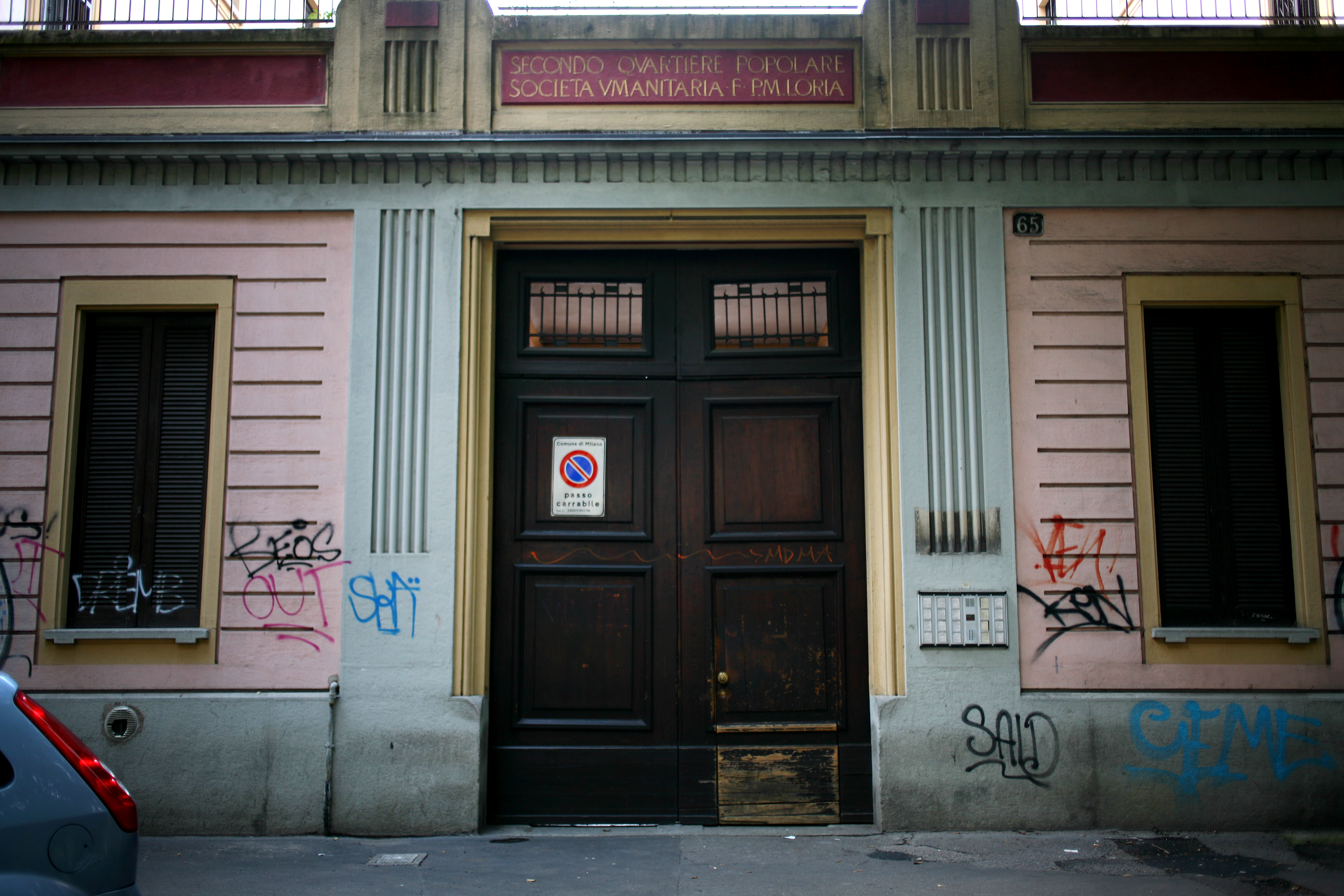
L'ingresso
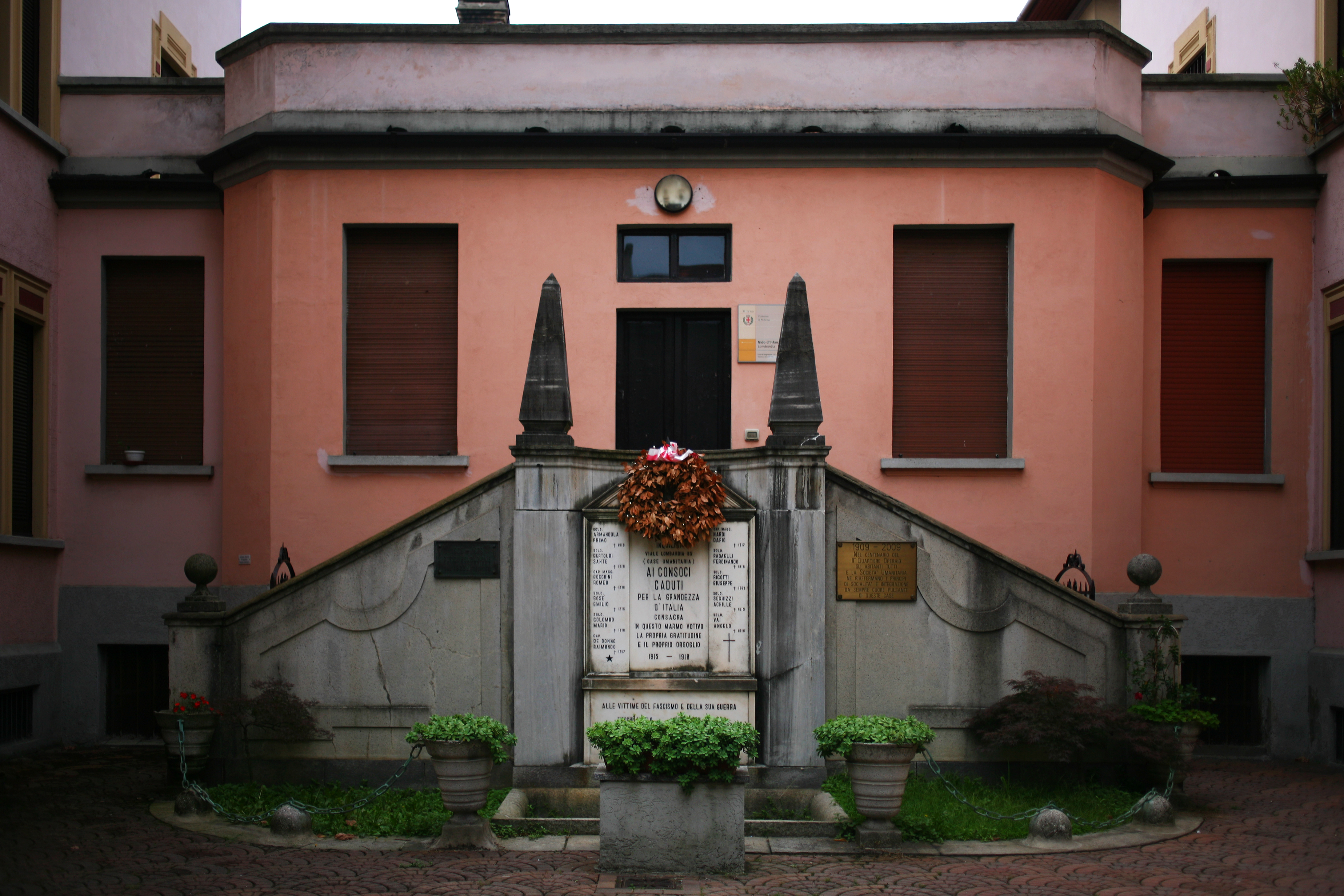
Cortile centrale
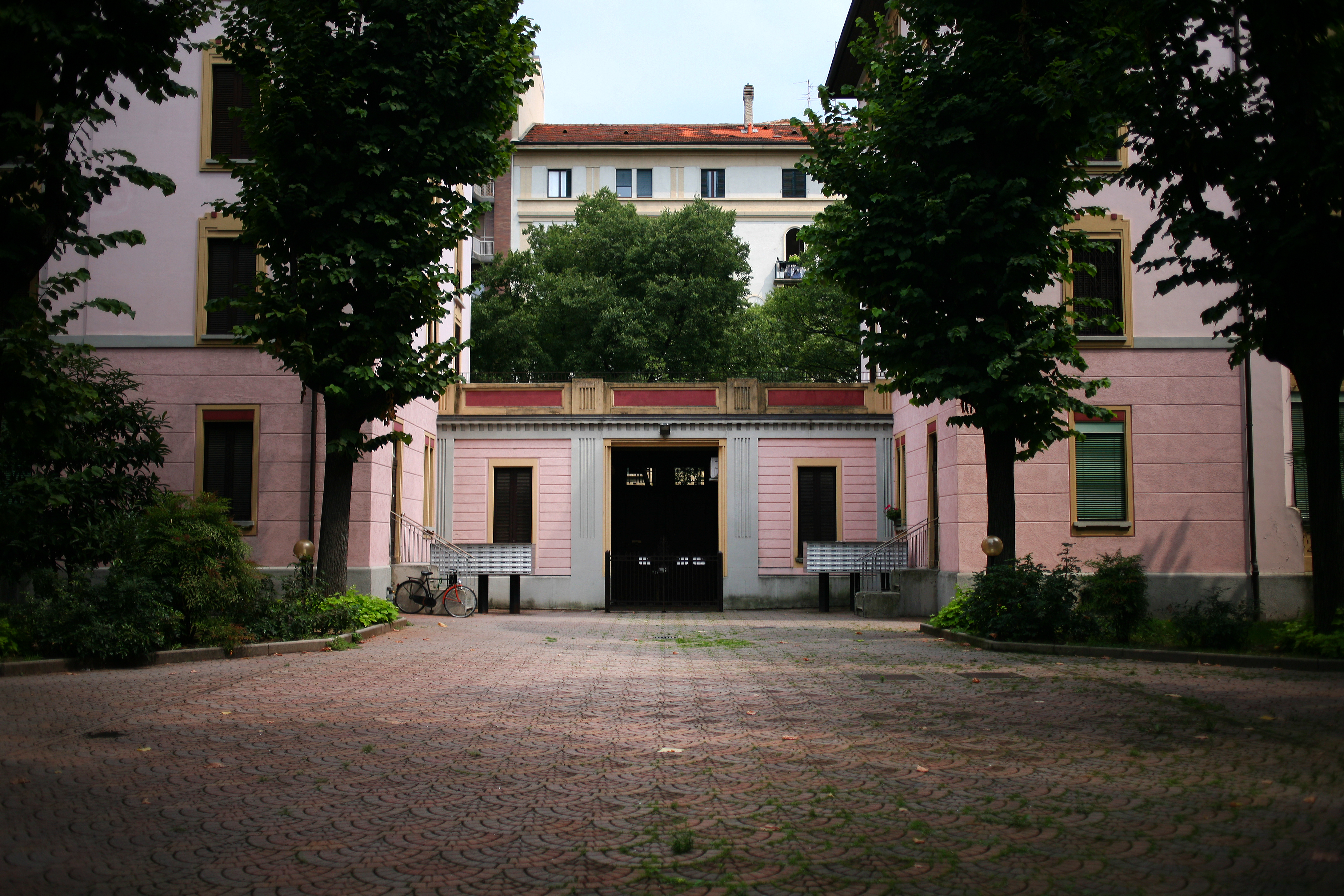
L'uscita sul viale Lombardia
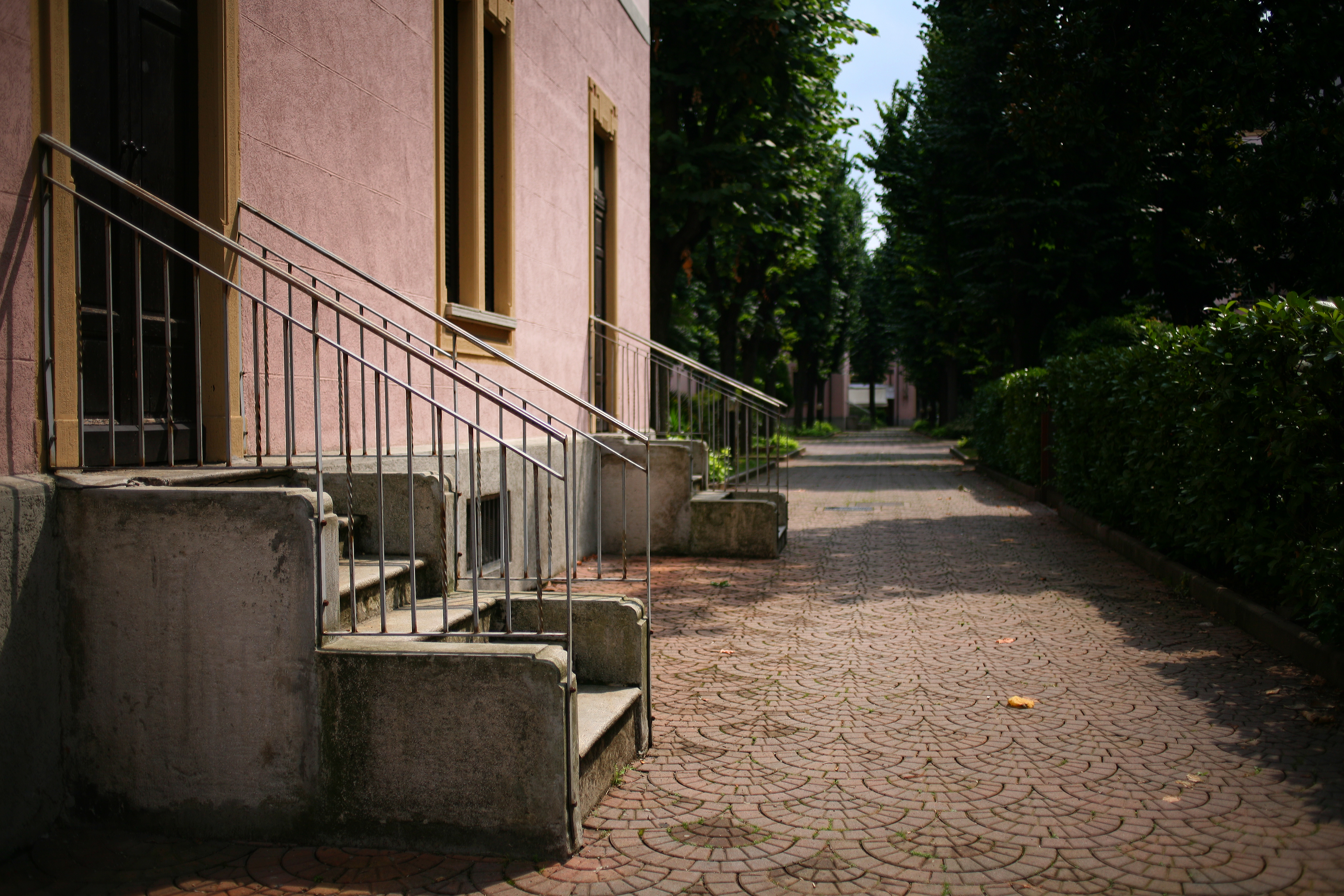
Un cortile
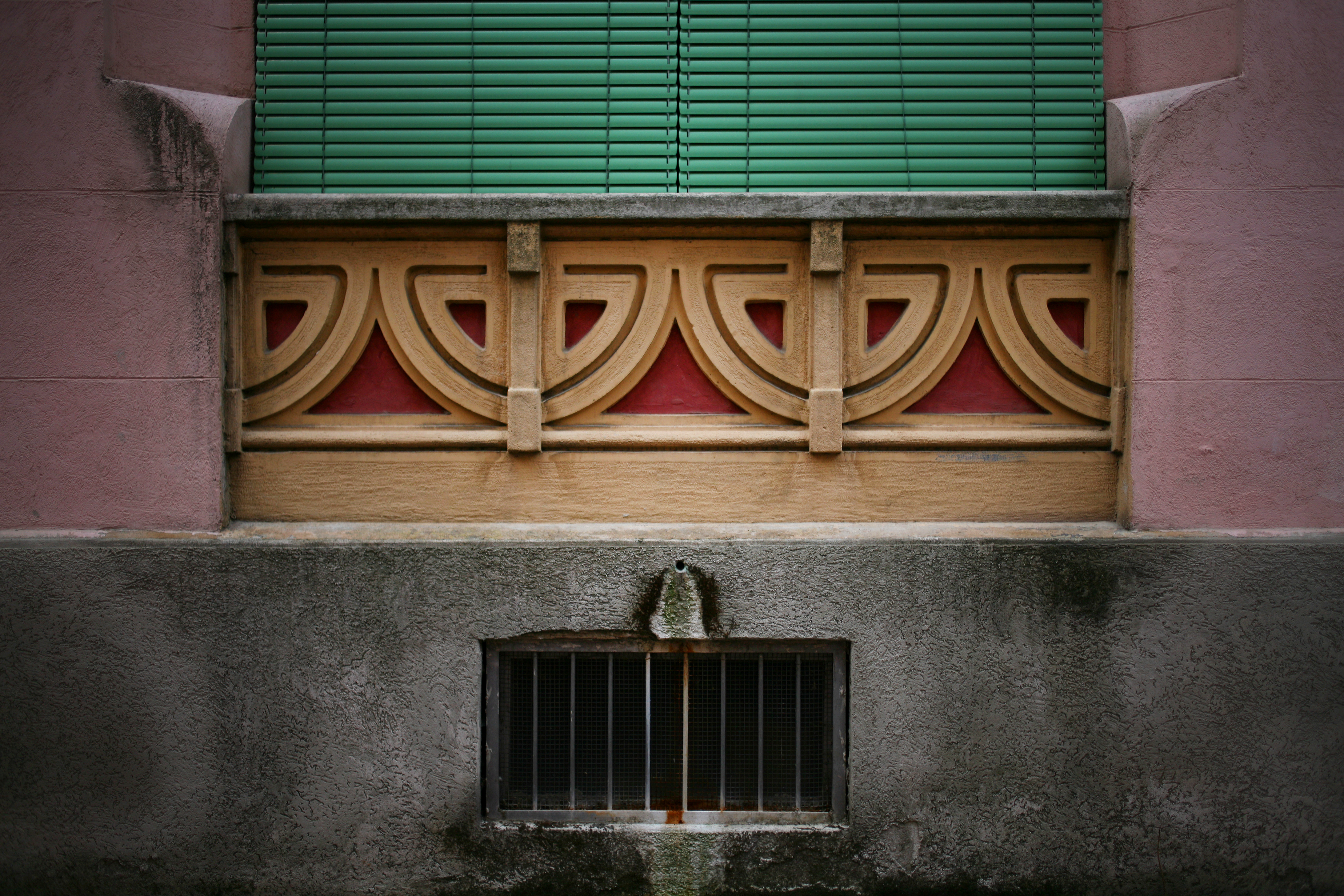
Decorazioni Liberty